# Église de Finlayson
L'église de Finlayson (en finnois : Finlaysonin kirkko) est une église située  du quartier de Finlayson à Tampere en Finlande,.

## Histoire

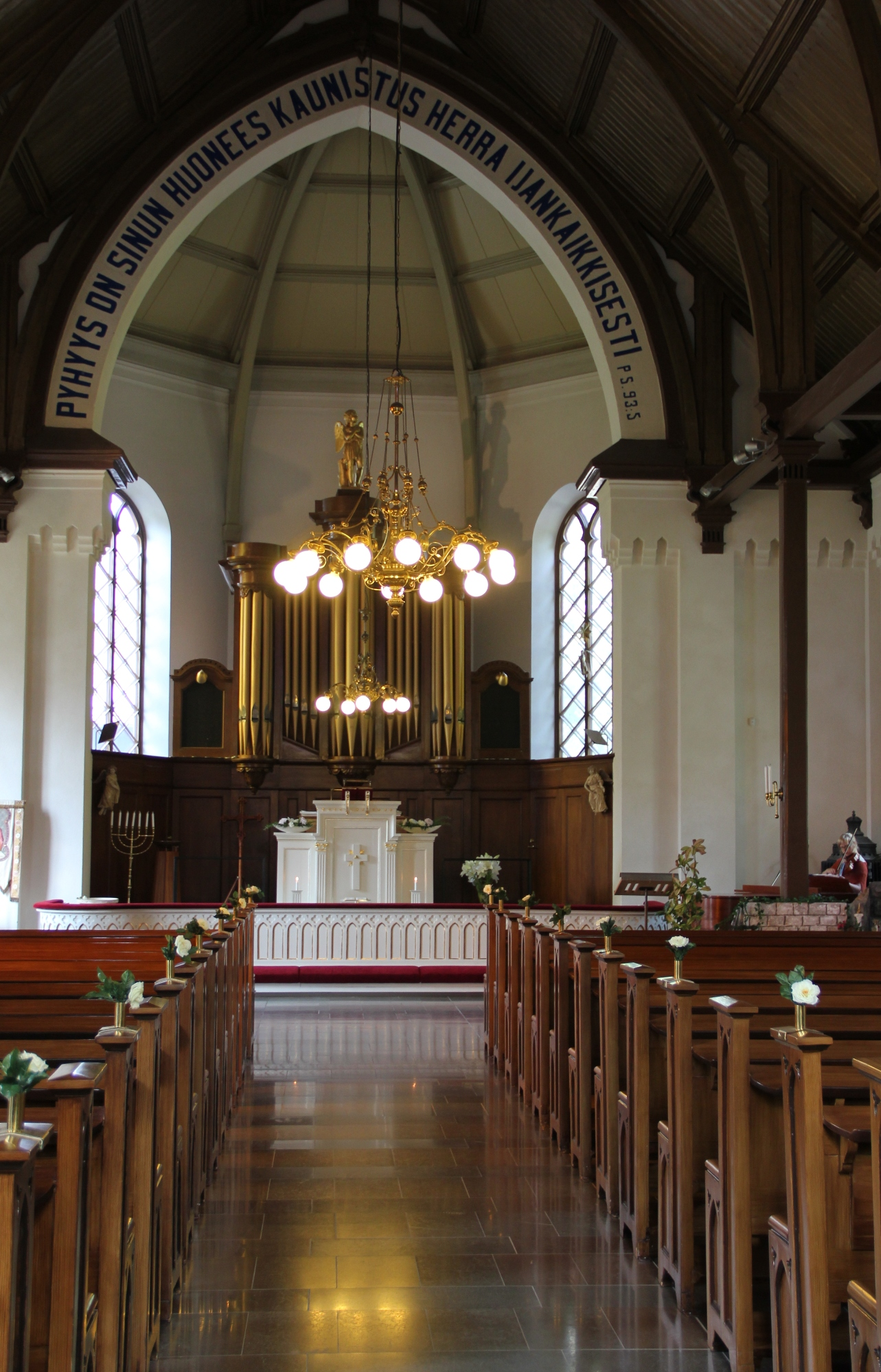
L'intérieur de l'église.

L'église est construite en 1879 pour les travailleurs de l'usine Finlayson.
L'église a été commandée par Wilhelm von Nottbeck le directeur de l'usine Finlayson.
Pendant plus de cent ans, l'usine Finlayson a entretenu l'église, en collaboration avec les congrégations, en s'occupant également de la rénovation prévue pour les célébrations du centenaire. 
Dans les années 1970, l'usine avait l'habitude de commencer l'année par une prière à l'église le matin du premier jour ouvrable. La veille du dernier jour de l'année 1981, Oy Finlayson Ab a remis gratuitement l'église et son terrain aux congrégations évangéliques luthériennes de Tampere. Les conditions de la remise prévoyaient que le bénéficiaire continuerait à utiliser le bâtiment sous le nom d'église de Finlayson.
Aujourd'hui, elle appartient toujours aux congrégations évangéliques luthériennes de Tampere et est utilisée comme église de route et comme église de mariage populaire. 
L'église était à l'origine une salle de prière. Elle a été consacrée comme église le 28 septembre 2009 par Mgr Matti Repo.

## Architecture
La conception de l'église est due à Frans Ludvig Calonius , l'architecte de la ville de Tampere. 
L'église est de style néogothique. 
Le matériau de la façade de l'église est de la brique rouge. 
Elle ressemble à une église congrégationaliste anglaise dans la mesure où la chaire et l'orgue de l'église sont situés derrière l'autel, contrairement à l'habitude en Finlande. 
Une statue représentant l'archange Michel au-dessus de l'orgue regarde vers l'ancienne zone de l'usine. 
Il n'y a pas de table d'autel ni de sculpture d'aucune sorte dans l'église. 
L'orgue de la manufacture Hill & Son a été achetée par von Nottbeck à Saint-Pétersbourg et construit à Londres dans les années 1850.  
Au début, l'église avait des rangées uniformes de bancs, qui ont par la suite été séparés par l'allée centrale. 
L'extérieur est décoré de plusieurs croix.

## Galerie

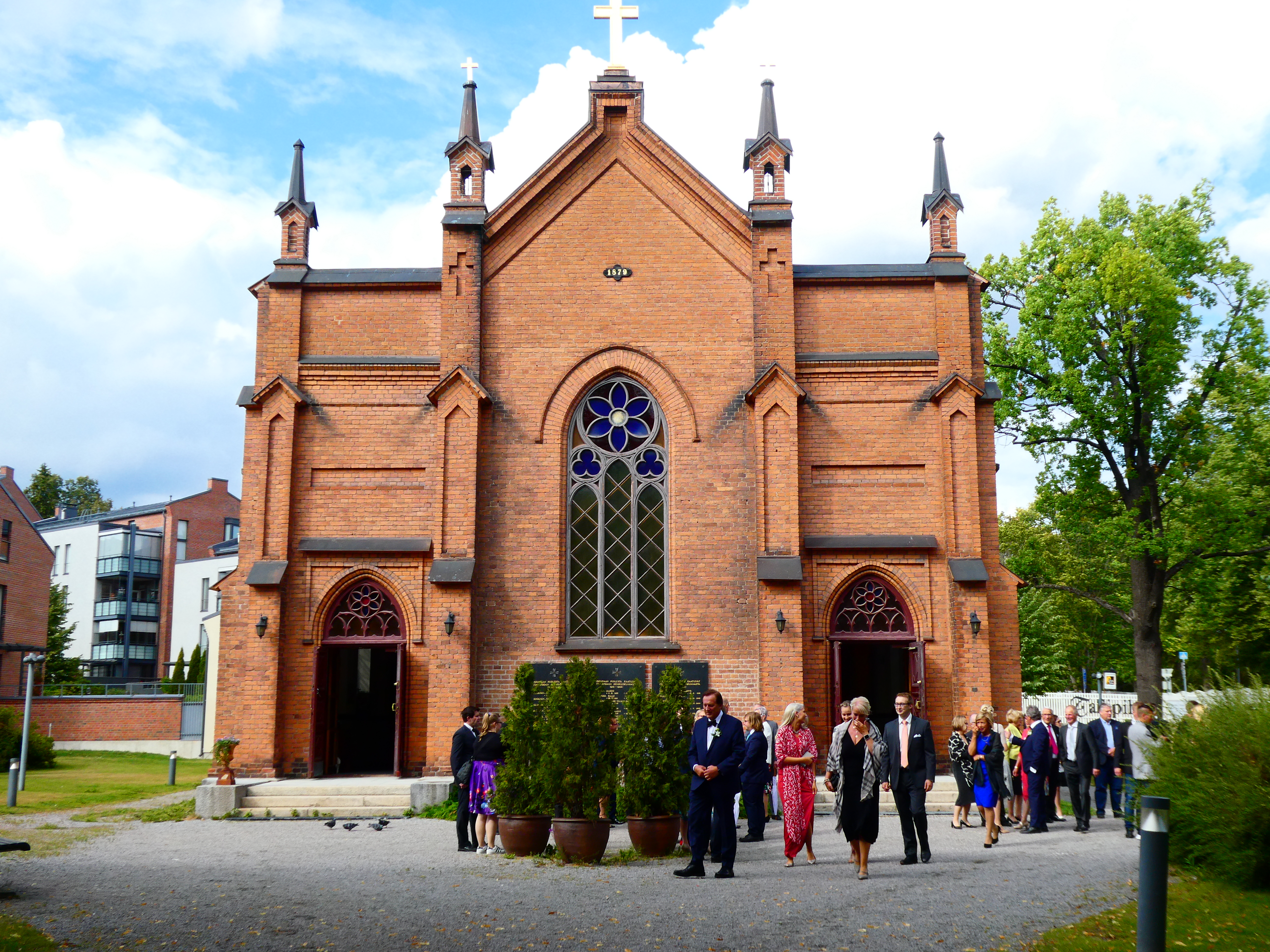
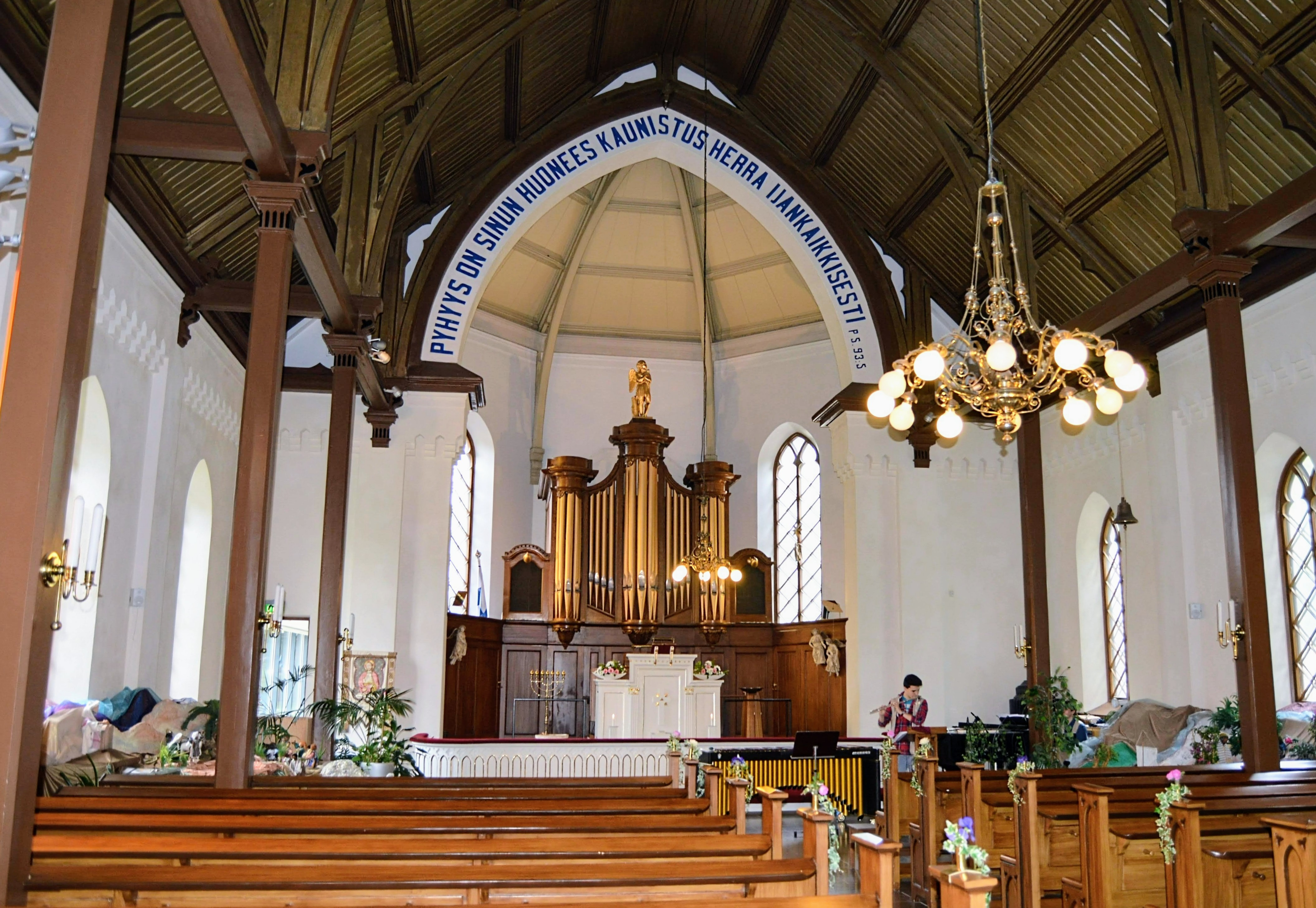
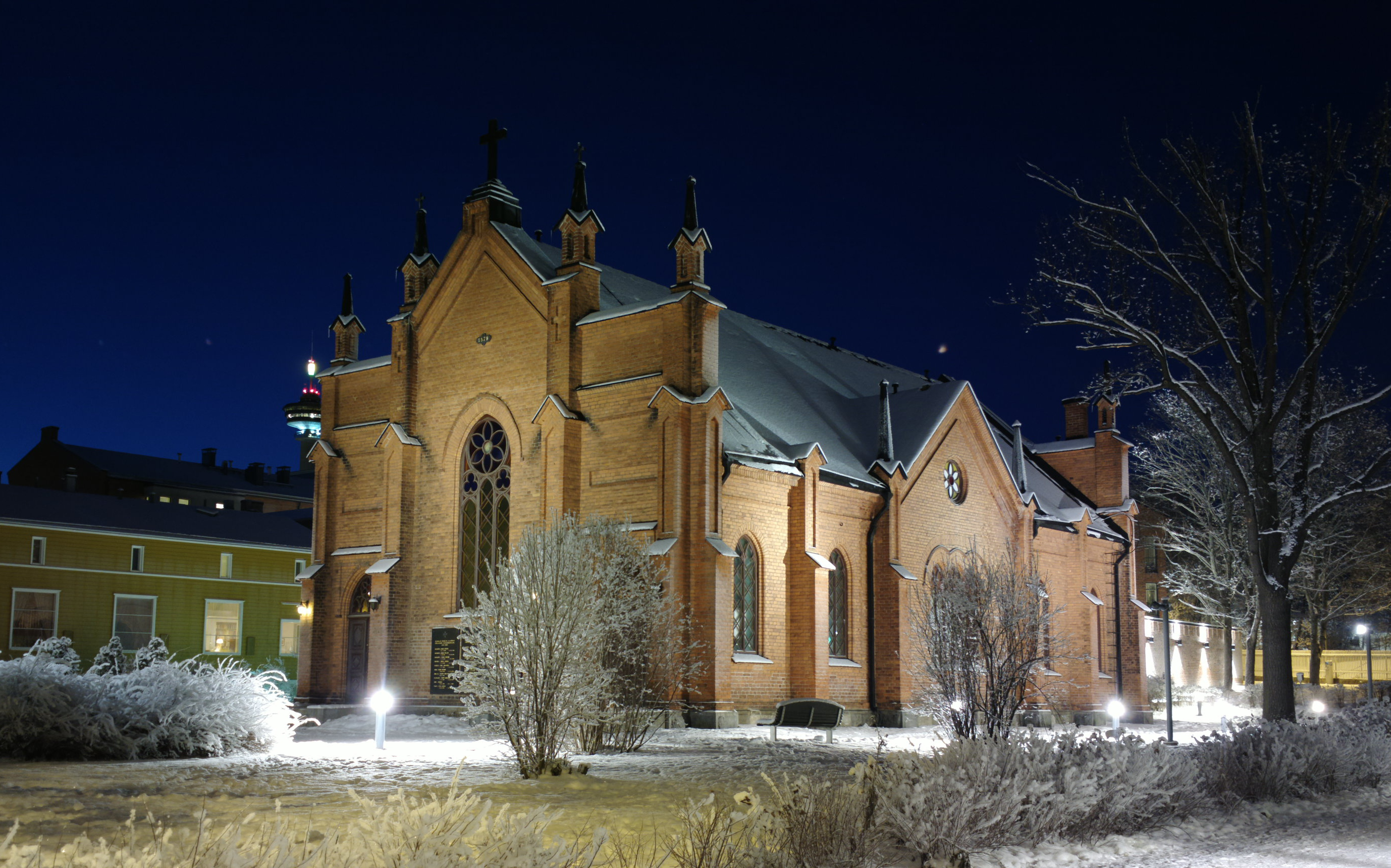